# Левицький Геннадій Миколайович
Геннадій Миколайович Левицький (4 вересня 1976 — 30 серпня 2017) — доброволець ОЛПЗ «Волинь» Української добровольчої армії, загинув в ході російсько-української війни.

## Короткий життєпис
Народився 4 вересня 1976 року в селі Мар'ївка Доманівського району Миколаївської області. 
З 2015 року проходив службу в 28 окремій механізованій бригаді в зоні АТО. 
Після демобілізації у 2016 році повернувся на фронт добровольцем ОЛПЗ «Волинь» Української добровольчої армії. 
Загинув 30 серпня 2017 року під час бою з ворожою ДРГ поблизу міста Мар'їнка Донецької області. 
Похований у селі Мар'ївка Доманівського району Миколаївської області.

## Нагороди та вшанування
- Нагороджений відзнакою «За заслуги перед Миколаївщиною» І ступеня (посмертно)[1].

- Вшановується в меморіальному комплексі «Зала пам'яті», в щоденному ранковому церемоніалі 30 серпня[2][3].